# Fuenterrebollo (samhälle)
Fuenterrebollo är ett samhälle i Spanien.   Det ligger i provinsen Provincia de Segovia och regionen Kastilien och Leon, i den centrala delen av landet, 100 km norr om huvudstaden Madrid. Fuenterrebollo ligger 919 meter över havet och antalet invånare är 453.
Terrängen runt Fuenterrebollo är huvudsakligen platt, men åt nordost är den kuperad.Runt Fuenterrebollo är det ganska glesbefolkat, med 34 invånare per kvadratkilometer. Närmaste större samhälle är Cantalejo, 4,7 km söder om Fuenterrebollo. Trakten runt Fuenterrebollo består till största delen av jordbruksmark.